# اوام دیجیتال سلوشنز
اوام دیجیتال سلوشنز (انگلیسی: OM Digital Solutions) شرکت الکترونیک ژاپنی است، که در سال ۲۰۲۰ تأسیس شد.